# نئوفوتونیکس
نئوفوتونیکس (انگلیسی: NeoPhotonics) شرکت الکترونیک آمریکایی است، که در سال ۱۹۹۶ تأسیس شد.